# Bandeira de Tianguá
A Bandeira de Tianguá é um dos símbolos oficiais do município de Tianguá, estado do Ceará, Brasil.

## Descrição
Seu desenho consiste em um retângulo dividido e três faixas verticais na cores verde, ouro e verde. No centro da faixa branca está o Brasão Municipal.

## Simbolismo
As cores verde e amarela remetem ao mesmo simbolismo da bandeira nacional e estadual. Segundo a Lei Municipal 884, de 07 de maio de 2015, é obrigatório o uso dessas cores em prédios públicos (excetuando-se bens tombados e cedidos por outros órgãos), veículos automotores e máquinas, bem como em uniformes de servidores municipais e alunos da rede municipal.
Segundo outra lei municipal, a Lei nº 1028, de 07 de março de 2017, as estrelas do brasão representam o número de distritos e, a cada novo distrito criado, uma nova estrela deve ser inserida no brasão e, consequentemente, na bandeira municipal. Do mesmo modo, para cada distrito extinto, uma estrela deve ser suprimida.  Assim, a versão atual tem oito estrelas que representam a Sede os sete demais distritos, que são: Arapá, Pindoguaba, Caruataí, Tabaínha, Itaguaruna, Acarape e Bela Vista.